# Бой за Ле-Мениль-Патри
Бой за Ле-Мениль-Патри (англ. Battle of Le Mesnil-Patry) — атака канадской танковой боевой группы в ходе проведения войсками союзников Нормандской операции в июне 1944 года. 

## Ход событий
После первой недели операции «Оверлорд» обе стороны изменили тактику. Союзники начали накапливать запасы для проведения атак на истощение, не устраивая молниеносных операций с привлечением большого количества бронетехники и пехоты. Немцы создали глубоко эшелонированную оборону, с танковыми резервами, предназначенными для ограниченных контрударов, которые должны были замедлить продвижение союзников в глубь Франции и минимизировать потерь обороняющихся до прибытия подкреплений. 
9 июня канадские королевские карабинеры перешли под командование 7-й бригады и заняли город Брей. 10 июня был предложен план наступления в долине реки Мью между Кайроном и Ротом на стыке между 7-й и 9-й бригадами. Планирование начать наступление 2-й канадской бронетанковый бригады с юга от Сен-Манвьё-Норре, чтобы занять высоту перед Шё, к югу от Норрей-ан-Бессина, с предварительной очисткой долины Мю и оказать поддержку главного наступления, которое должно начаться 12 июня 1944 года.
Боевая группа 8-й канадской пехотной бригады 3-й канадской дивизии при поддержке 6-го бронетанкового полка 2-й канадской бронетанковой бригады начала наступление на деревню Ле-Мениль-Патри в Нормандии, чтобы продвинуться на юг к высоте 107, расположенной к западу от Шё. Атака была направлена на поддержку более крупной операции, проводимой 50-й пехотной дивизией и 7-й бронетанковой дивизией по захвату города Кан и продвижению в центре плацдарма рядом с частями Первой армии США. 
Бой закончился победой немецкой обороны, но остановить дальнейшее продвижение союзников немцам не удалось. Зверства со стороны 12-й дивизии СС Гитлерюгенд по отношению к канадским военнопленным, и заставило издать указ для младшего командного состава канадской армии о запрете брать в плен немецких солдат.
Наступательные операции в полосе действия 3-й канадской пехотной дивизии прекратились, кроме рейдовых и разведывательных атак до 26 июня 1944 года, когда началась Операция «Эпсом».